# Tatár István (atléta)
Tatár István (Eger, 1958. március 4. – 2017. január 2.) magyar atléta, rövidtávfutó.

## Élete
1988-ban, Szöulban a 4×100 méteren nyolcadik lett az olimpián, egy vb-n (1987, Róma) és két Eb-n is (1982, Athén, 1986, Stuttgart) hatodik volt. Egyéniben öt magyar bajnoki címet nyert, a Budapest Honvéddal 4×100-on tízszer, 4×200-on négyszeres magyar bajnok volt.
Az 1986-ban futott 4×100 méteres (38.67) és az 1982-ben felállított 4×200 méteres (1:21.73) országos csúcsok a mai napig élnek, ezeknek a részese volt Tatár. 100-on és 200-on elért egyéni legjobbjai a mai napig a hazai élmezőnyben vannak.
Az aktív évek után szakosztály-igazgatóként dolgozott a Budapest Honvédnál. A Honvéd a honlapján megjegyezte: az örökös bajnok – aki egyszer még a legendás Ben Johnsont is legyőzte – sportolóként és szakvezetőként közel negyven évig szolgálta a BHSE-t. 